# Silke Lippok
Silke Lippok (Pforzheim, 31 gennaio 1994) è un'ex nuotatrice tedesca.

## Carriera
Debutta in ambito internazionale partecipando ai mondiali giovanili di nuoto 2008, disputati a Monterrey, dove conquista due medaglie d'argento. Nel 2009, agli europei giovanili di Praga vince quattro medaglie d'oro e due d'argento stabilendo anche il record europeo giovanile dei 100 m stile libero col tempo di 55''02. Agli europei giovanili 2010 di Helsinki si impone nuovamente collezionando cinque ori e due argenti.
Sale alla ribalta come ragazza prodigio conquistando una medaglia d'oro, una d'argento e una di bronzo agli europei 2010 di Budapest all'età di soli 16 anni. Raggiunge il gradino più alto del podio grazie alla staffetta 4x100 m stile libero, mentre nei 200 m stile libero guadagna l'argento realizzando il tempo di 1'56''98. Il bronzo arriva invece dalla staffetta 4x100 m misti. Due anni dopo partecipa alle Olimpiadi di Londra 2012 piazzandosi al 13º posto nei 200 m stile libero, oltre a prendere parte anche alle staffette 4x100 m stile libero e 4x200 m stile libero raggiungendo rispettivamente il 9º e l'11º posto.
Silke Lippok si è ritirata nell'aprile 2015 in seguito a una lunga serie di infortuni e problemi fisici, affermando di volersi concentrare sul conseguimento della laurea in psicologia.

## Palmarès
- Mondiali

Shanghai 2011: bronzo nella 4x100m sl.
- Europei

Budapest 2010: oro nella 4x100m sl, argento nei 200m sl e bronzo nella 4x100m misti.
Debrecen 2012: oro nella 4x100m sl e argento nei 200m sl.
- Europei in vasca corta

Eindhoven 2010: argento nei 200m sl.
Stettino 2011: oro nei 200m sl.
- Mondiali giovanili

Monterrey 2008: argento nei 100m sl e nella 4x100m sl.
- Europei giovanili

Praga 2009: oro nei 50m sl, nei 100m sl, nella 4x100m sl e nella 4x100m misti, argento nei 200m sl e nella 4x200m sl.
Helsinki 2010: oro nei 100m sl, nei 200m sl, nella 4x100m sl, nella 4x200m sl e nella 4x100m misti, argento nei 50m sl e nei 50m farfalla.